# Billardiera
Billardiera es un género de pequeñas lianas y arbustos que son endémicas de Australia.

## Taxonomía
El género fue descrito por James Edward Smith y publicado en A Specimen of the Botany of New Holland 1: 1, pl. 1. 1793. La especie tipo es: Billardiera scandens Sm. 
Etimología
Es género fue descrito en 1793 por el botánico James Edward Smith que lo nombró en honor del botánico francés Jacques Labillardière (1755-1834), quien visitó Australia Occidental y Tasmania en 1792-93.

## Especies
- Billardiera coriacea Benth.
- Billardiera cymosa F.Muell.
- Billardiera drummondii (C.Morren) L.Cayzer & Crisp
- Billardiera floribunda (Putt.) F.Muell.
- Billardiera fraseri (Hook.) F.Muell.
- Billardiera fusiformis Labill.
- Billardiera heterophylla (Lindl.) L.Cayzer & Crisp (Bluebell Creeper,
- Billardiera laxiflora (Benth.) E.M.Benn.
- Billardiera lehmanniana F.Muell.
- Billardiera longiflora Labill.
- Billardiera macrantha Hook.f.
- Billardiera mutabilis Salisb.
- Billardiera nesophila L.Cayzer & D.L.Jones
- Billardiera ovalis Lindl.
- Billardiera procumbens (Hook.)
- Billardiera rubens L.Cayzer, Crisp & I.Telford
- Billardiera scandens Sm.
- Billardiera sericophora F.Muell.
- Billardiera speciosa (Endl.)
- Billardiera uniflora E.M.Benn.
- Billardiera variifolia DC.
- Billardiera venusta (Putt.) L.Cayzer & Crisp
- Billardiera versicolor F.Muell. ex Klatt
- Billardiera villosa (Turcz.) E.M.Benn.
- Billardiera viridiflora L.Cayzer & D.L.Jones